# Stefania ginesi
Stefania ginesi es una especie de anfibio anuro de la familia Hemiphractidae.

## Distribución geográfica
Esta especie es endémica del estado de Bolívar en Venezuela. Habita entre los 1850 y 2600 m sobre el nivel del mar en el tepuy de Chimantá.

## Etimología
Esta especie lleva el nombre en honor a  Pablo Mandazen (1912-2011).

## Publicación original
- Rivero, 1968 "1966" : Notes on the genus Cryptobatrachus (Amphibia, Salientia) with the description of a new race and four new species of a new genus of hylid frogs. Caribbean Journal of Science, vol. 6, n.º 3/4, p. 137-149.[6]